# Ammophila (insecto)
Ammophila es el género tipo de la subfamilia Ammophilinae de avispas de la familia Sphecidae. Es un género numeroso y cosmopolita, con más de 200 especies. La mayoría se encuentran en las regiones templadas de todos los continentes, excepto la Antártida.

## Morfología y hábitos
Como es común en géneros con muchas especies, ocurren grandes variantes en sus hábitos y apariencia, pero son predominantemente avispas de tamaño mediano de proporciones marcadamente delgadas, con antenas aproximadamente tan largas como la cabeza y el tórax.
Las mandíbulas no son grandes, pero son fuertes y además de usarlas para cazar y cavar los nidos, a menudo son empleadas en formas inesperadas, por ejemplo para usar un pequeño guijarro como martillo para sellar la entrada al nido, o para prenderse de un tallo para dormir en esa posición toda la noche. Este hábito no es exclusivo de las Ammophilinae. Algunas abejas como Amegilla y algunas especies de avispas de otras familias también pasan la noche así.

## Ciclo vital
Cavan nidos en terreno arenoso, generalmente es un túnel sin ramificaciones. Las provisiones pueden ser suministradas en forma progresiva, en que la madre trae presas a medida que la larva las necesita, o en masa, en que la madre proporciona una sola presa de gran tamaño o un número de presas pequeñas suficientes para todo el desarrollo de la larva. El tipo de presa varía según las especies disponibles pero en general son orugas de Lepidoptera o larvas de Symphyta.
Pueden tener varias generaciones por año. Los adultos visitan flores y se alimentan de néctar.

## Ejemplares del género

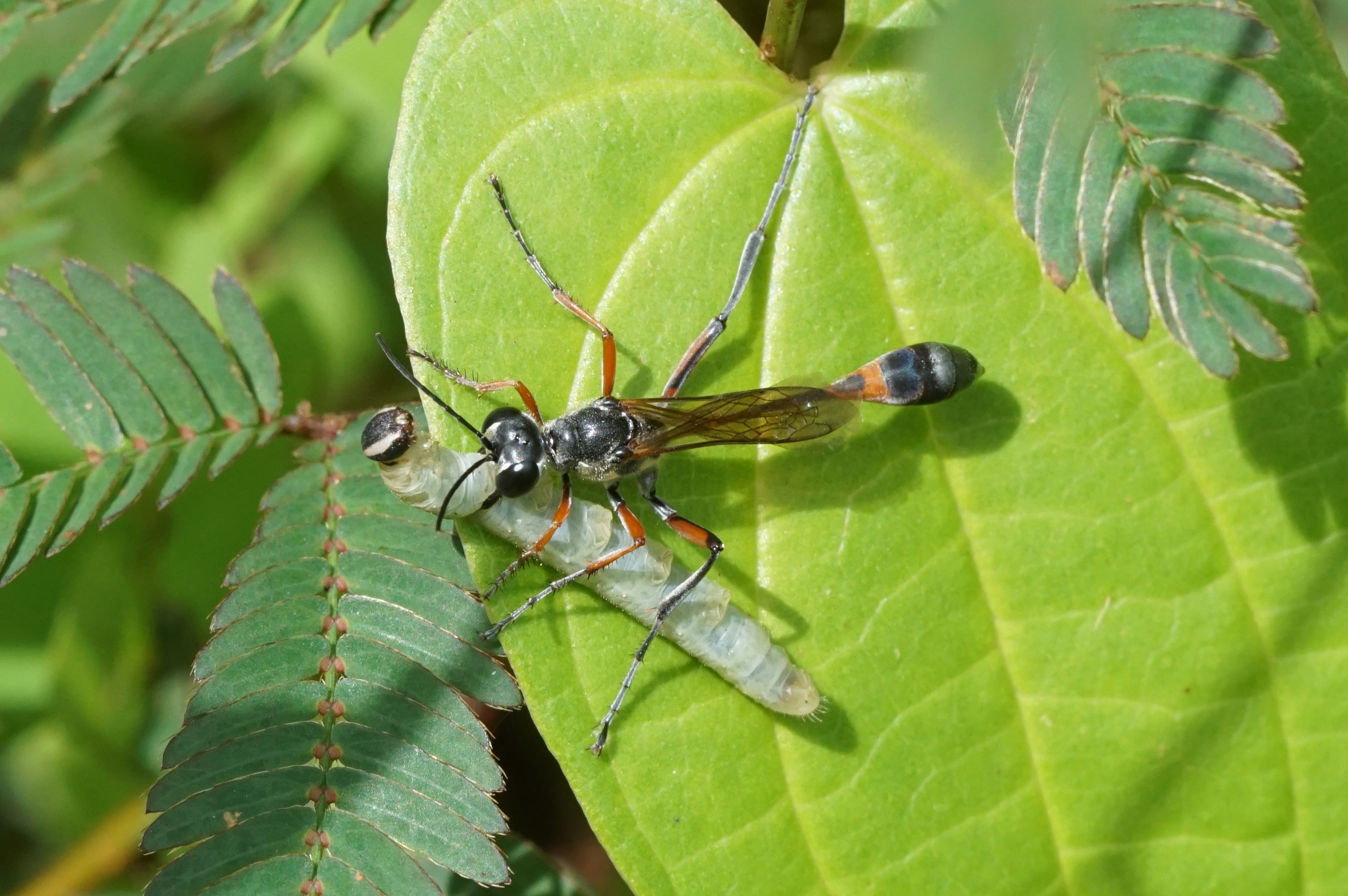
Ammophila con su presa, una oruga
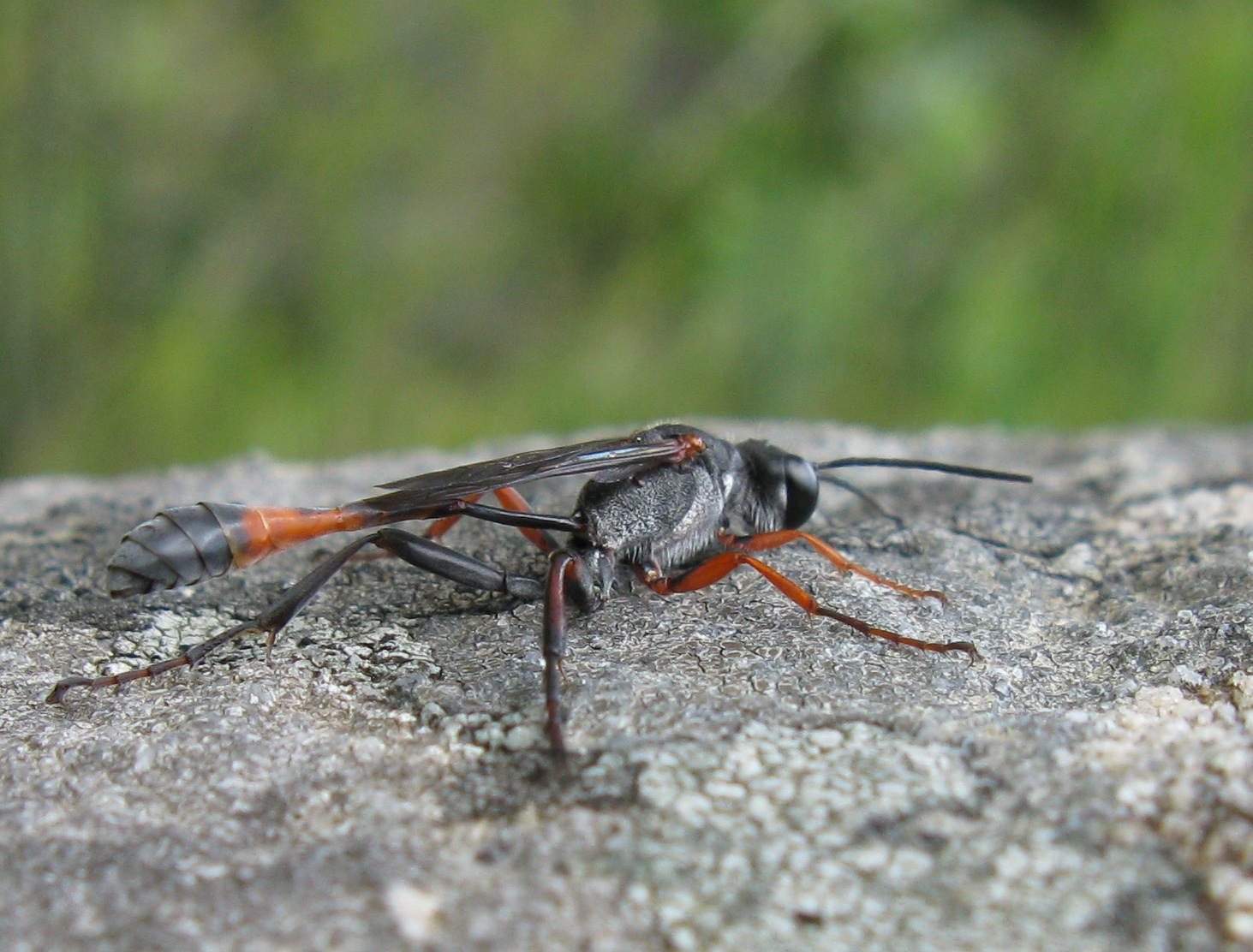
Ammophila ferrugineipes
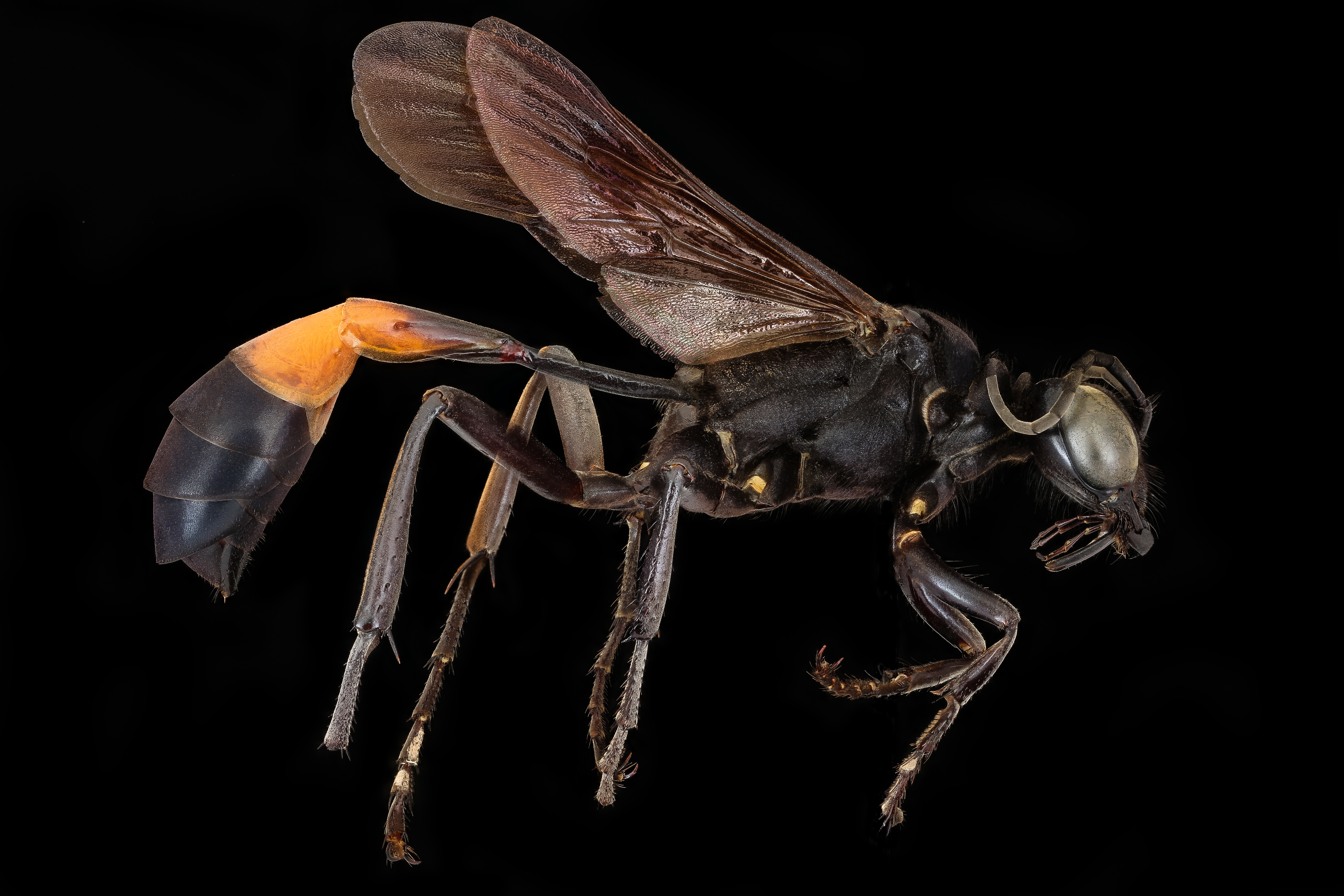
Ammophila heydeni
- Ammophila pictipennis
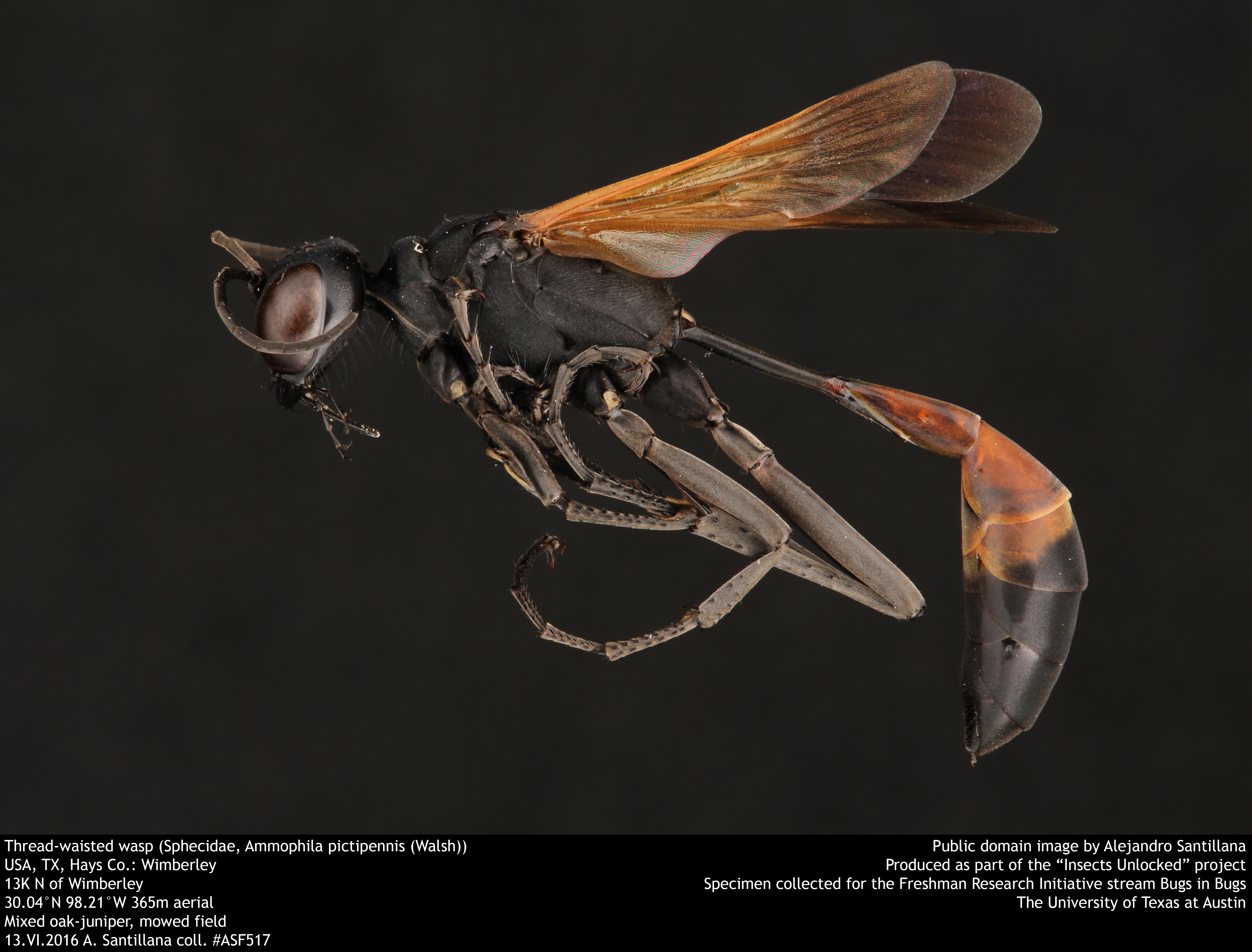
Ammophila placida-complex

## Especies
- Ammophila aberti Haldeman, 1852
- Ammophila acuta  (Fernald, 1934)
- Ammophila adelpha Kohl, 1901
- Ammophila aellos Menke, 1966
- Ammophila afghanica Balthasar, 1957
- Ammophila albotomentosa Morice, 1900
- Ammophila altigena Gussakovskij, 1930
- Ammophila aphrodite Menke, 1964
- Ammophila apicalis Guérin-Méneville, 1835
- Ammophila arabica W.F. Kirby, 1900
- Ammophila ardens F. Smith, 1868
- Ammophila areolata Walker, 1871
- Ammophila argyrocephala Arnold, 1951
- Ammophila arnaudi Tsuneki, 1976
- Ammophila arvensis Lepeletier de Saint Fargeau, 1845
- Ammophila asiatica Tsuneki, 1971
- Ammophila assimilis Kohl, 1901
- Ammophila atripes F. Smith, 1852
- Ammophila aucella Menke, 1966
- Ammophila aurifera R. Turner, 1908
- Ammophila azteca Cameron, 1888
- Ammophila barbara (Lepeletier de Saint Fargeau, 1845)
- Ammophila barbarorum Arnold, 1951
- Ammophila basalis F. Smith, 1856
- Ammophila bechuana (R. Turner, 1929)
- Ammophila bella Menke, 1966
- Ammophila bellula Menke, 1964
- Ammophila beniniensis (Palisot de Beauvois, 1806)
- Ammophila boharti Menke, 1964
- Ammophila bonaespei Lepeletier, 1845
- Ammophila borealis Li and C. Yang, 1990
- Ammophila braunsi (R. Turner, 1919)
- Ammophila breviceps F. Smith, 1856
- Ammophila brevipennis Bingham, 1897
- Ammophila californica Menke, 1964
- Ammophila calva (Arnold, 1920)
- Ammophila campestris Latreille, 1809
- Ammophila caprella Arnold, 1951
- Ammophila cellularis Gussakovskij, 1930
- Ammophila centralis Cameron, 1888
- Ammophila clavus (Fabricius, 1775)
- Ammophila cleopatra Menke, 1964
- Ammophila clypeola Li and C. Yang, 1990
- Ammophila coachella Menke, 1966
- Ammophila conditor F. Smith, 1856
- Ammophila confusa A. Costa, 1864
- Ammophila conifera (Arnold, 1920)
- Ammophila cora Cameron, 1888
- Ammophila coronata A. Costa, 1864
- Ammophila crassifemoralis (R. Turner, 1919)
- Ammophila cybele Menke, 1970
- Ammophila dantoni Roth in Nadig, 1933
- Ammophila dejecta Cameron, 1888
- Ammophila dentigera Gussakovskij, 1928
- Ammophila deserticola Tsuneki, 1971
- Ammophila djaouak de Beaumont, 1956
- Ammophila dolichocephala Cameron, 1910
- Ammophila dolichodera Kohl, 1884
- Ammophila dubia Kohl, 1901
- Ammophila dysmica Menke, 1966
- Ammophila elongata Fischer de Waldheim, 1843
- Ammophila erminea Kohl, 1901
- Ammophila evansi Menke, 1964
- Ammophila exsecta Kohl, 1906
- Ammophila extremitata Cresson, 1865
- Ammophila eyrensis R. Turner, 1908
- Ammophila femurrubra W. Fox, 1894
- Ammophila fernaldi (Murray, 1938)
- Ammophila ferrugineipes Lepeletier de Saint Fargeau, 1845
- Ammophila ferruginosa Cresson, 1865
- Ammophila filata Walker, 1871
- Ammophila formicoides Menke, 1964
- Ammophila formosensis Tsuneki, 1971
- Ammophila ganquana Yang and Li, 1989
- Ammophila gaumeri Cameron, 1888
- Ammophila globifrontalis Li and Ch. Yang, 1995
- Ammophila gracilis Lepeletier de Saint Fargeau, 1845
- Ammophila gracillima Taschenberg, 1869
- Ammophila guichardi de Beaumont, 1956
- Ammophila haimatosoma Kohl, 1884
- Ammophila harti (Fernald, 1931)
- Ammophila hemilauta Kohl, 1906
- Ammophila hermosa Menke, 1966
- Ammophila heteroclypeola Li and Xue, 1998
- Ammophila hevans Menke, 2004
- Ammophila heydeni Dahlbom, 1845
- Ammophila holosericea (Fabricius, 1793)
- Ammophila honorei Alfieri, 1946
- Ammophila horni von Schulthess, 1927
- Ammophila hungarica Mocsáry, 1883
- Ammophila hurdi Menke, 1964
- Ammophila iliensis Kazenas, 2001
- Ammophila imitator Menke, 1966
- Ammophila induta Kohl, 1901
- Ammophila infesta F. Smith, 1873
- Ammophila insignis F. Smith, 1856
- Ammophila insolata F. Smith, 1858
- Ammophila instabilis F. Smith, 1856
- Ammophila juncea Cresson, 1865
- Ammophila kalaharica (Arnold, 1935)
- Ammophila karenae Menke, 1964
- Ammophila kennedyi (Murray, 1938)
- Ammophila koppenfelsii Taschenberg, 1880
- Ammophila laeviceps F. Smith, 1873
- Ammophila laevicollis Ed. André, 1886
- Ammophila laevigata F. Smith, 1856
- Ammophila lampei Strand, 1910
- Ammophila laticeps (Arnold, 1928)
- Ammophila lativalvis Gussakovskij, 1928
- Ammophila leclercqi Menke, 1964
- Ammophila leoparda (Fernald, 1934)
- Ammophila macra Cresson, 1865
- Ammophila marshi Menke, 1964
- Ammophila mcclayi Menke, 1964
- Ammophila mediata Cresson, 1865
- Ammophila menghaiana Li and Ch. Yang, 1989
- Ammophila meridionalis Kazenas, 1980
- Ammophila mescalero Menke, 1966
- Ammophila mimica Menke, 1966
- Ammophila mitlaensis Alfieri, 1961
- Ammophila modesta Mocsáry, 1883
- Ammophila moenkopi Menke, 1967
- Ammophila monachi Menke, 1966
- Ammophila mongolensis Tsuneki, 1971
- Ammophila murrayi Menke, 1964
- Ammophila nancy Menke, 2007
- Ammophila nasalis Provancher, 1895
- Ammophila nasuta Lepeletier de Saint Fargeau, 1845
- Ammophila nearctica Kohl, 1889
- Ammophila nefertiti Menke, 1964
- Ammophila nigricans Dahlbom, 1843
- Ammophila nitida Fischer de Waldheim, 1834
- Ammophila novita (Fernald, 1934)
- Ammophila obliquestriolae Yang and Li, 1989
- Ammophila obscura  Bischoff, 1912
- Ammophila occipitalis F. Morawitz, 1890
- Ammophila pachythoracalis Yang and Li, 1989
- Ammophila parapolita (Fernald, 1934)
- Ammophila parkeri Menke, 1964
- Ammophila peckhami (Fernald, 1934)
- Ammophila peringueyi (Arnold, 1928)
- Ammophila philomela Nurse, 1903
- Ammophila picipes Cameron, 1888
- Ammophila pictipennis Walsh, 1869
- Ammophila pilimarginata Cameron, 1912
- Ammophila placida F. Smith, 1856
- Ammophila planicollaris Li and C. Yang, 1990
- Ammophila platensis Brèthes, 1909
- Ammophila poecilocnemis Morice, 1900
- Ammophila polita Cresson, 1865
- Ammophila procera Dahlbom, 1843
- Ammophila producticollis Morice, 1900
- Ammophila proxima (F. Smith, 1856)
- Ammophila pruinosa Cresson, 1865
- Ammophila pseudoheydeni Li and He, 2000
- Ammophila pseudonasuta Bytinski-Salz in de Beaumont and Bytinski-Salz, 1955
- Ammophila pubescens Curtis, 1836
- Ammophila pulawskii Tsuneki, 1971
- Ammophila punctata F. Smith, 1856
- Ammophila punctaticeps (Arnold, 1920)
- Ammophila punti Guichard, 1988
- Ammophila regina Menke, 1964
- Ammophila roborovskyi Kohl, 1906
- Ammophila rubigegen Li and C. Yang, 1990
- Ammophila rubiginosa Lepeletier de Saint Fargeau, 1845
- Ammophila rubripes Spinola, 1839
- Ammophila ruficollis F. Morawitz, 1890
- Ammophila ruficosta Spinola, 1851
- Ammophila rufipes Guérin-Méneville, 1831
- Ammophila rugicollis Gussakovskij, 1930
- Ammophila sabulosa (Linnaeus, 1758)
- Ammophila sarekandana Balthasar, 1957
- Ammophila sareptana Kohl, 1884
- Ammophila saussurei (du Buysson, 1897)
- Ammophila separanda F. Morawitz, 1891
- Ammophila shoshone Menke, 1967
- Ammophila sickmanni Kohl, 1901
- Ammophila silvestris Kirkbride, 1982
- Ammophila sinensis Sickmann, 1894
- Ammophila sjoestedti Gussakovskij, 1934
- Ammophila smithii F. Smith, 1856
- Ammophila stangei Menke, 1964
- Ammophila strenua Cresson, 1865
- Ammophila striata Mocsáry, 1878
- Ammophila strumosa Kohl, 1906
- Ammophila subassimilis Strand, 1913
- Ammophila tekkensis Gussakovskij, 1930
- Ammophila terminata F. Smith, 1856
- Ammophila touareg Ed. André, 1886
- Ammophila tsunekii Menke in Bohart and Menke, 1976
- Ammophila tuberculiscutis Turner, 1919
- Ammophila tyrannica Cameron, 1890
- Ammophila unita Menke, 1966
- Ammophila untumoris Yang and Li, 1989
- Ammophila urnaria Dahlbom, 1843
- Ammophila vagabunda F. Smith, 1856
- Ammophila varipes Cresson, 1865
- Ammophila vetuberosa Li and C. Yang in Li, Li, Yang, 1994
- Ammophila vulcania du Buysson, 1897
- Ammophila wahlbergi Dahlbom, 1845
- Ammophila wrightii (Cresson, 1868)
- Ammophila xinjiangana Li and C. Yang, 1989
- Ammophila zanthoptera Cameron, 1888